# 위키미디어 운동
위키미디어 운동(영어: Wikimedia movement), 간단히 위키미디어(영어: Wikimedia)은 위키미디어 재단의 프로젝트에 공헌하는 글로벌 커뮤니티이다. 이 운동은 위키백과 커뮤니티를 중심으로 형성되고, 주변의 프로젝트 그룹인 위키미디어 공용이나 위키데이터, 소프트웨어 개발 자원 봉사자인 미디어위키 등으로 파급되어 세계의 수많은 단체에 의해 지원되고 있다.
위키미디어라는 명칭은 wiki와 media를 조합한 단어로, 지미 웨일스의 서버에 wiki를 이용한 2번째의 프로젝트로 위키낱말사전이 시작된 3개월 후인 2003년 3월 미국인 저술가의 셀던 램프턴이 영어 메일링 리스트에서 처음 사용되었다. 또한 3개월 후에 위키미디어 재단 설립이 발표되었다.

## 위키백과 공동체
위키백과 공동체는 온라인 백과사전 위키백과에 기여하는 사람들의 커뮤니티로, 편집자와 관리자로 구성하고 있다. 중재위원회는 위키백과의 편집자 간의 심각한 분쟁의 중재에 임하고 제재를 할 수 있는 특별한 권한을 결정한다.

## 프로젝트
위키미디어 프로젝트는 다음이 있다.
- 위키백과, 백과사전
- 위키사전, 사전
- 위키책, 교과서
- 위키뉴스, 뉴스 기사
- 위키인용집, 인용집
- 위키문헌, 저작물과 문서류의 전자도서관
- 위키배움터, 교재
- 위키여행, 여행 가이드
- 위키생물종, 생물 종의 분류 체계
- 위키미디어 공용, 이미지, 동영상, 음성 데이터 등 미디어 저장소
- 위키데이터, 공통 데이터베이스

## 단체

### 위키미디어 재단
위키미디어 재단(Wikimedia Foundation, WMF)은 미국의 비영리 조직이며, 캘리포니아의 샌프란시스코에 본부를 둔다. 재단은 온라인 백과사전 위키백과와 위키미디어 공용과 같은 운동의 대부분의 웹 사이트의 도메인 이름을 소유 및 운영하고 있다.
재단 설립시기는 2003년이며, 위키백과와 자매 프로젝트의 운영 자금을 비영리 조달하는 기구로 설립 인은 지미 웨일스이다. 목적은 "전 세계 사람들이 무료 라이선스 또는 퍼블릭 도메인에서 교육 콘텐츠를 수집 및 개발하고 이를 효과적이고 전 세계적으로 보급할 수 있도록 권한을 부여하고 참여시키는 것"이다.
재단의 2015년 재무 보고서에 따르면, 활동 예산은 7200만 달러, 운영비는 5200만 달러이다. 재단의 재정을 지원하는 기부금은 기부자 단위 평균 15달러이다.

### 지부
지부(Chapters)는 특정 지역 또는 나라에서 위키미디어 프로젝트를 지원하는 조직이다.
위키미디어 독일 지부(Wikimedia Deutschland)가 지부 중 최대 지부로, 예산 규모 2000만 유로이다. 관련 단체에 약 100만 유로를 배분하며 재단의 자금 지원은 400만 유로이다.
지부는 동일한 절차에 따라 금융위원회를 두고 연간 예산을 짜야하는 의무가 있다. 재단은 프로젝트 페이지의 도메인 소유자이며, 국가간 기부의 공유를 요구하거나 일정한 자금을 줄 수있다. 이 방법은 4 mio 달러의 자금을 지부 및 테마별 조직 사이에 분배된다. 법적 근거로 수급자는 재단과 지부 협약(Chapters Agreement)을 체결한다.

### 테마별 조직
테마별 조직(Thematic organizations)은 주제 초점 영역에서 위키미디어 프로젝트를 지원하기 위해 설립되었다. 현재 이러한 조직은 두 개 있다. 그들은 위키미디어 테마별 조직 협약(Wikimedia Thematic Organization Agreement)에 의해 관리된다.

### 사용자 그룹
사용자 그룹(User groups)은 지부 및 테마별 조직만큼 규정이 엄격하지 활동 주체로, 지역 혹은 특정 테마 화제, 대상, 문제와 관련 위키미디어 프로젝트를 지원하고 촉진한다.